# Ghulam Mustafa Jatoi
Ghulam Mustafa Jatoi (Nueva Jatoi, 14 de agosto de 1931 - Londres, 20 de noviembre de 2009) fue un político pakistaní, que se desempeñó como primer ministro en funciones de Pakistán durante 3 meses, del 6 de agosto de 1990 al 6 de noviembre de 1990.

## Biografía

### Primeros años
Ghulam Mustafa Jatoi nació en Nueva Jatoi, distrito de Naushehro Feroze, en Sindh. Era el mayor de cuatro hermanos, y su abuelo, Khan Bahadur Imam Bux Khan Jatoi, fue miembro de la Asamblea Legislativa de Bombay en 1923, 1927 y 1931. Su padre, Ghulam Rasool Jatoi, fue miembro de la Asamblea Legislativa de Distrito Federal en dos ocasiones en 1946 y nuevamente de 1952, después de la unificación del oeste de Pakistán.
Jatoi fue educado en la Karachi Grammar School y se pasó a la mayor Cambridge. En 1952, se trasladó a Inglaterra por su barra en ley, pero tuvo que regresar a casa después de un año debido a la grave enfermedad de su padre.

### Carrera política
Jatoi fue elegido para la primera Asamblea Provincial de la Pakistán Occidental en 1956. Así mismo, sirvió como Presidente de la  Junta Directiva del Distrito de Nawabshah en 1952, manteniendo la distinción de ser el presidente más joven de la Junta de Distrito en el sub-continente.
Activo líder político, fue uno de los miembros fundadores del Partido Popular de Pakistán (PPP) junto con Zulfiqar Ali Bhutto, siendo uno de los más cercanos confidentes de Bhutto hasta la ejecución de éste en 1979. Permaneció asociado con el PPP hasta 1986, cuando formó su propio partido con el emblema del tractor, el Partido Popular Nacional. Fue elegido miembro de la Asamblea Nacional en 1962, 1965, 1970, 1989, 1990, 1993 y 1997, así como fue elegido a la Asamblea Provincial de Sindh en 1973 y 1977.
Ocupó las carteras de Asuntos Políticos, Puertos y Navegación, Comunicaciones, Petróleo y Recursos Naturales, Tecnología de la Información, ferrocarriles y telecomunicaciones en el gobierno federal encabezado por el primer ministro Zulfiqar Ali Bhutto. En 1973, fue elegido ministro Principal de Sindh, manteniendo el cargo hasta 1977, habiendo sido la persona que más tiempo ocupó ese cargo desde la fundación de Pakistán. Tras la imposición de Ley Marcial, se asoció con el Movimiento para la Restauración de la Democracia (MRD), por lo que fue dos veces fue detenido en 1983 y 1985.
Más tarde, fundó el Partido Popular Nacional (PPN). Una serie de pesos pesados de la política de todo el país se unieron al nuevo partido, puesto en marcha bajo la presidencia de Ghulam Mustafa Jatoi, entre los que se encontraban Ghulam Mustafa Khar, Haneef Ramay, Hamid Raza Gilani y Kamal Azfar. Con un manifiesto atractivo, el partido esperaba obtener la debida importancia gracias al declive que vivía el Partido Popular en ese momento.
El PPN y la PML, entonces dirigido por Muhammad Khan Junejo, junto con siete otros partidos políticos, compitieron en las elecciones de 1988 bajo la plataforma de la Islami Jamhoori Ittehad, del cual Jatoi fue su Presidente Fundador. El PPP ganó los comicios, aunque con una escasa mayoría.

### Gobierno interino y posterioridad
En 1989, fue elegido miembro de la Asamblea Nacional en las elecciones parciales de Kot Addu, siendo elegido como líder de la oposición combinada en la Asamblea Nacional. Así, tras la destitución del Gobierno de Benazir Bhutto, del PPP, por cargos de corrupción e incopetencia, el presidente Ghulam Ishaq Khan lo nombró primer ministro interino en agosto de 1990.
Más adelante, Jatoi y Bhutto trabajaron juntos para lograr la destitución del primer ministro Nawaz Sharif en 1993. El PPN compitió de nuevo en las elecciones generales de 1993 y se unió como socio de coalición al Gobierno de Benazir Bhutto hasta la destitución de esta en 1996 por el presidente del PPP, Farooq Leghari. En las elecciones generales de 2002, el PPN se convirtió en el socio dominante de la coalición Alianza Nacional - que Jatoi presidió - y alcanzó 16 escaños en la Asamblea Nacional, 16 escaños en la Asamblea de Sindh y 3 escaños en el Senado.

## Familia
En las elecciones generales de 2008, su hijo Ghulam Murtaza Khan Jatoi ganó las elecciones en el distrito NA-211 Naushahro Feroze, bajo la bandera del Partido Nacional del Pueblo, derrotando al candidato del PPP. Su otro hijo, Mustafa Arif Jatoi, que sirvió como ministro de Agricultura, ganó el asiento PS-19 y su otro hijo, Masroor Jatoi, ganó el asiento PS-23, ambos asientos de la Asamblea Provincial. Por último, su hijo más joven es el senador Asif Mustafa Jatoi.